# Allium moderense
Allium moderense är en amaryllisväxtart som beskrevs av Reinhard M. Fritsch. Allium moderense ingår i släktet lökar, och familjen amaryllisväxter.
Artens utbredningsområde är Iran. Inga underarter finns listade i Catalogue of Life.